# Síndrome de Hamman-Rich
Síndrome de Hamman-Rich (também conhecida como pneumonia intersticial aguda) é uma doença dos pulmões rara e severa, que geralmente afeta pessoas saudáveis.
Até 2005, não são conhecidas as causas ou tratamento.
A síndrome HR é geralmente categorizada como uma doença pulmonar intersticial e uma forma de síndrome do desconforto respiratório do adulto.

## Sintomas
Os sintomas mais comuns são tosse, febre, dificuldades em respirar.
A síndrome geralmente evolui rapidamente, exigindo hospitalização e ventilação mecânica somente alguns dias ou semanas após o surgimento dos sintomas iniciais.

## Diagnóstico
A rápida progressão dos sintomas iniciais para uma falência respiratória é uma característica única da síndrome. Um raio-x que mostre síndrome do desconforto respiratório do adulto é necessário para o diagnóstico (fluido nos sacos alveolares em ambos os pulmões). Além disso, uma biópsia do pulmão que mostra uma lesão alveolar difusa é necessária para o diagnóstico. Outros exames são úteis para excluir doenças semelhantes, incluindo culturas de sangue e lavagem broncoalveolar.

## Tratamento
O tratamento para a síndrome HR é somente de suporte. É necessária a administração do paciente em uma unidade de tratamento intesinvo e a necessidade de ventilação mecânica é comum. A terapia com corticosteróides é geralmente tentada, embora sua real utilidade ainda não tenha sido conclusiva.

## Epidemiologia
A síndrome HR ocorre mais frequentemente entre pessoas mais velhas que 40 anos de idade. Afeta homens e mulheres igualmente. Não existem fatores de risco conhecidos; em particular, o tabagismo não está associado com um risco aumentado.

## Prognóstico
Sessenta porcento das pessoas com a síndrome HR morrem nos primeiros seis meses da doença. Entretanto, a maioria das pessoas que tiveram um episódio da doença não tem um segundo. As pessoas que sobrevivem frequentemente recuperam a função pulmonar completamente.

## História
A síndrome HR foi descrita pela primeira vez em 1935 por Louis Hamman e Arnold Rich.